# Eulasia speciosa
Eulasia speciosa is een keversoort uit de familie Glaphyridae. De wetenschappelijke naam van de soort is voor het eerst geldig gepubliceerd in 1900 door Champenois.